# Rutilio Del Riego Jáñez

Wappen von Rutilio del Riego Jáñez

Rutilio del Riego Jáñez (* 21. September 1940 in Valdesandinas, Spanien) ist ein spanisch-US-amerikanischer Geistlicher und emeritierter römisch-katholischer Weihbischof in San Bernardino.

## Leben
Rutilio del Riego Jáñez studierte Theologie an der Päpstlichen Universität Salamanca in Salamanca und der Katholischen Universität von Amerika in Washington, D.C. Er empfing am 5. Juni 1965 das Sakrament der Priesterweihe durch William Joseph McDonald, Weihbischof im Erzbistum San Francisco, im Nationalheiligtum Basilika der Unbefleckten Empfängnis in Washington.
Del Riego Jáñez wirkte als Priester in verschiedenen Einrichtungen in Latrobe (Pennsylvania), Washington, D.C., San Antonio (Texas), New York City und im Bistum El Paso. Ab 1999 war er als Vikar und Pastor in Riverside im Bistum San Bernardino tätig. Hier leitete er zudem das Vikariat Riverside.
Am 26. Juli 2005 ernannte ihn Papst Benedikt XVI. zum Titularbischof von Daimlaig und zum Weihbischof in San Bernardino. Der Bischof von San Bernardino, Gerald Richard Barnes, spendete ihm am 20. September desselben Jahres die Bischofsweihe; Mitkonsekratoren waren der Bischof von Las Cruces, Ricardo Ramirez CSB, und der emeritierte Vizepräsident der Päpstlichen Kommission für Lateinamerika, Kurienbischof Cipriano Calderón Polo.
In der Bischofskonferenz der Vereinigten Staaten steht Barnes derzeit dem Subcommittee on Pastoral Care of Migrants, Refugees and Travelers vor und ist Mitglied im Committee on Cultural Diversity in the Church.
Rutilio del Riego ist Großoffizier des Ritterordens vom Heiligen Grab zu Jerusalem.
Papst Franziskus nahm am 11. Dezember 2015 seinen altersbedingten Rücktritt an.